# Disphragis psalmoida
Disphragis psalmoida är en fjärilsart som beskrevs av William Schaus 1928. Disphragis psalmoida ingår i släktet Disphragis och familjen tandspinnare. Inga underarter finns listade i Catalogue of Life.